# Царичка планина
Царичка планина е планина в Западна България и в Югоизточна Сърбия, във физикогеографската област Краище, част от Милевско-Конявската планинска група, в Кюстендилска и Пернишка област.
Планината е разположена от двете страни на границата ни със Сърбия, между гранични пирамиди с №№ от 160 до 163. На север чрез седловина висока 1605 м се свързва с планината Кървав камък, а на юг седловина висока 1573 м я свързва с Милевска планина. Най-високата ѝ точка е връх Острика (1670,9 м), разположен на самата граница при гранична пирамида № 161 (42°38′49″ с. ш. 22°27′17″ и. д. / 42.646944° с. ш. 22.454722° и. д.).
На североизточния склон на планината се намира махала Средни дел на село Шипковица, община Трън, а на югоизточния ѝ — махала Средно усое на село Драгойчинци, община Трекляно. На югозападния ѝ склон в Сърбия се намира махала Горна Царица на село Божица, по името на която е кръстена и планината.

## Топографска карта
- Лист от карта K-34-57. Мащаб: 1 : 100 000.